# Herrainsaari (ö i Birkaland)
Herrainsaari är en ö i Finland. Den ligger i sjön Pyhäjärvi och i kommunen Lembois i den ekonomiska regionen Tammerfors och landskapet Birkaland, i den södra delen av landet, 140 km nordväst om huvudstaden Helsingfors. Öns area är 5,3 hektar och dess största längd är 320 meter i sydväst-nordöstlig riktning.